# Türgen uul
Türgen uul (mong. Түргэн уул) – masyw położony w północno-zachodniej Mongolii, na terenie ajmaku uwskiego. Stanowi część pasma Czichaczowa w górach Ałtaj. Najwyższym szczytem jest Deglij Cagaan orgil wznoszący się na wysokość 4029 m n.p.m. Około czternastu kilometrów na wschód znajdują się góry Charchiraa nuruu. Wierzchołek pokrywają wieczne śniegi.
Góry leżą w ścisłym rezerwacie przyrody Uws nuur, który składa się z czterech oddzielnych części: Uws nuur (ptactwo wodne), Türgen uul, Cagaan Szuwuut uul i Altan els (wydmy). Chroniony obszar to pustynie, zaśnieżone wydmy, bagna i lasy górskie. Żyją tu irbisy, wilki, lisy, jelenie i koziorożce syberyjskie. Strefa chroniona zajmuje 712,505 ha i sięga do granicy z Rosją.